# 東員インターチェンジ
東員インターチェンジ（とういんインターチェンジ）は、三重県員弁郡東員町にある東海環状自動車道のインターチェンジである。本インターから新四日市JCTまでは片側2車線、大安IC方面は暫定2車線となる。
2016年（平成28年）8月11日に供用開始。2024年（令和6年）4月10日よりETC専用料金所に変更されたため、ETC車載器を搭載していない車両は利用できなくなった。
同日、大安インターチェンジもETC専用料金所に変更されたため、ETC車載器を搭載していない車両は開通済の東海環状自動車道を利用できなくなった。

## 概要
三重県内の東海環状自動車道で最初に開通したインターチェンジである。
用地買収や土工など道路本体は国が施工し、料金所、情報板等はNEXCO中日本が施工した。

## 歴史
- 2015年（平成27年）5月20日 : IC名称を「東員IC」に正式決定[6]。
- 2016年（平成28年）8月11日15時 : 東員IC - 新四日市JCT間の開通に伴い供用開始[3][7]。テープカットには東員町民も参加した[3][8]。
- 2019年（平成31年）3月17日16時 : 大安IC - 東員IC間が開通[9]。
- 2024年（令和6年）4月10日6時 : 料金所がETC専用になる[4]。

## 周辺
- イオンモール東員
- 東員町役場
- 東員町総合文化センター
- 東員町スポーツ公園陸上競技場
- ナルックス員弁工場
- TOYO TIRE桑名工場

## 接続する道路
- 直接接続
  - 国道365号（員弁バイパス）
- 間接接続
  - 三重県道142号桑名東員線
  - 三重県道3号桑名大安線
  - 三重県道9号四日市員弁線

## 料金所
- ブース数 : 5

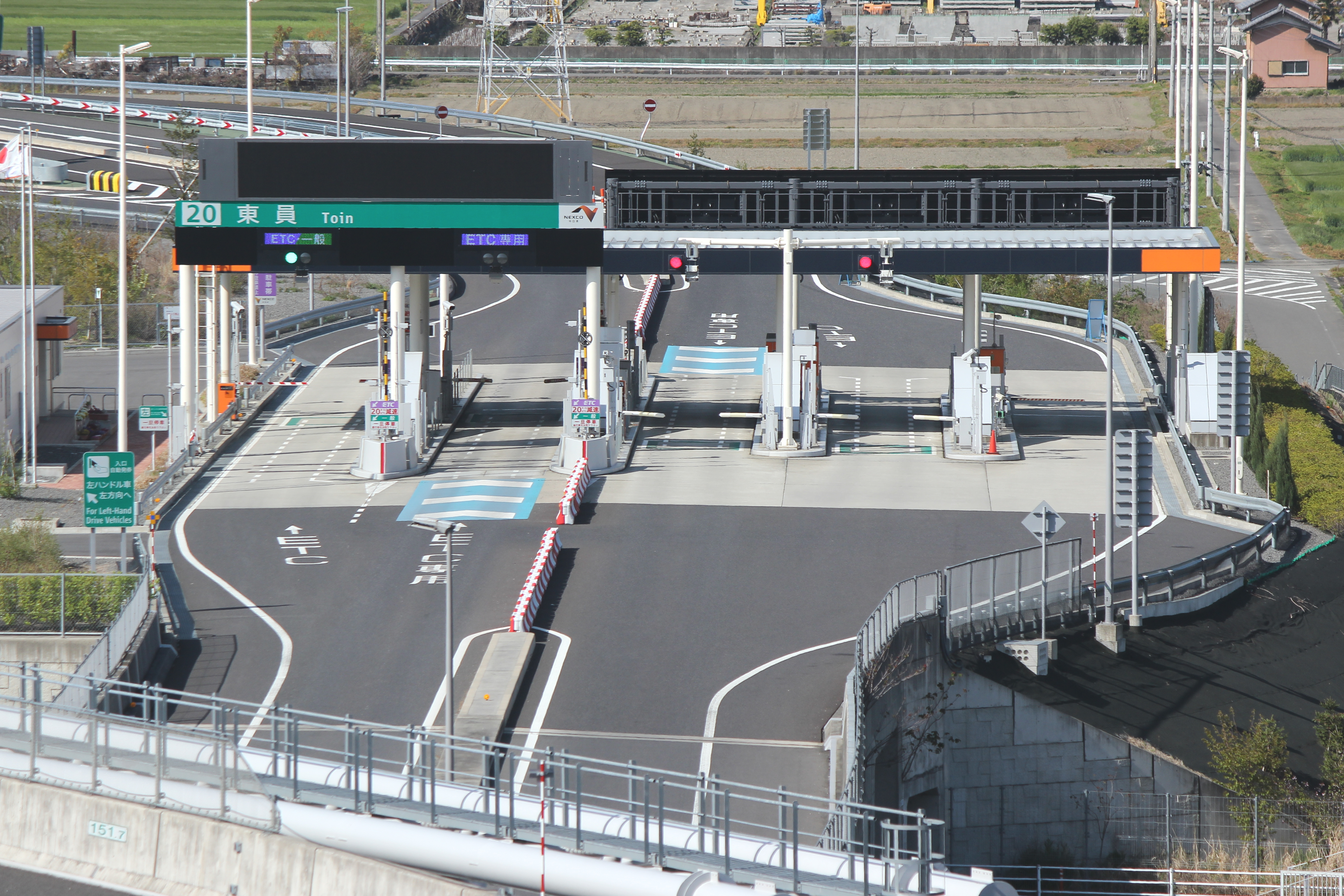
料金所（2019年4月）

レーン運用は、時間帯やメンテナンスなどの事情によって変更される場合がある。

### 入口
- ブース数：2
  - ETC/サポート：1
  - ETC専用：1

### 出口
- ブース数：3
  - ETC専用：2
  - サポート：1

## 隣
C3 東海環状自動車道
(19) 大安IC - (20) 東員IC - (1) 新四日市JCT